# GeoRSS
GeoRSS – standardowy format pliku służący do reprezentacji informacji geograficznej poprzez przepływ danych przez kanał internetowy. Nazwa GeoRSS wynika z RSS, najpopularniejszy format dystrybucji treści internetowych opartych na języku XML.
Treść pliku GeoRSS składa się z punktów, linii i wielokątów związanych z informacjami geograficznymi. Pliki GeoRSS są wykorzystywane przez oprogramowania geograficzne, jak np. „map generator”.